# Шэрон Вентура
Шэрон Вентура (англ. Sharon Ventura), известная как Женщина-Существо (англ. She-Thing), так же некоторое время носила имя Мисс Марвел (англ. Ms. Marvel) — персонаж комиксов, издаваемых компанией Marvel. Была членом Фантастической четвёрки, Ужасающей четвёрки и Грэпплеров.

## История публикаций
Персонаж созданный Майком Карлином и Роном Уилсоном впервые появился в выпуске Thing #27 (сентябрь 1985 года).

## Биография

Шэрон Вентура в облике Женщины-Существа сражается с Фантастической четвёркой. Комикс Fantastic Four #379.

Шэрон Вентура встретила Существо в то время, когда он был вовлечён в Федерацию борьбы без правил (ФББП). Вдохновлённая им, она подписалась на программу Power Broker, чтобы сделать себя сильнее и присоединится к ФББП. «Силовой брокер» (на самом деле Кертис Джексон) нанял доктора Карла Малуса для создания сверх людей. Шэрон не догадывалась о преступной деятельности Джексона и Малуса. Дело об улучшении сил своих подданных, вскоре оба пристрастилась к наркотикам, они начали снабжать ими этих людей, в то время заключённый Малуса, который заставил её временно развить сильную ненависть и недоверие к мужчинам. Шэрон смогла освободиться, прежде чем Малус вколол ей наркотик. Она взала костюм принадлежащий работнику ФБНК Энн Фрэли (Auntie Freeze), взяв себе имя Мисс Марвел. Наряду с Существом, она сражалась с Грапплерами и бойцами ФБНК. Затем ей предстояла битва с Женщиной-Халк.
Позже Шэрон была использована Силовым брокером, чтобы определить, может ли сегментация быть выключена. Вместе с Капитаном Америка она сражалась против Силового Брокера.
Позже Шэрон присоединилась к Фантастической четвёрке, вместе с которой она сражалась с Диабло. Вскоре после присоединения к Фантастической четвёрке Шэрон была облучена космической радиацией из-за чего приобрела силу и внешность подобной Бену Гримму. Несмотря на то, что она никогда не изменяла свой псевдоним Мисс Марвел, теперь став известной как Женщина-Существо, и именно под этим именем она известна поклонникам комиксов. Шэрон впервые встретилась с Ароном-Наблюдателем и сражалась против Женщины-Халк. Шэрон с Женщиной-Халк и Существом сражались с Человеком-драконом. Арон украл всех членов Фантастической четвёрки, Ужасающей четвёрки и саму Шэрон, все они были заменены клонами. Они смогли сбежать и победить клонов. Позже ей пришлось драться с Халком. Женщине-Существу выпала возможность снова стать человеком, Доктор Дум мог её вылечить, тогда Бен Гримм который уже избавился от своей внешности Существа, решил использовать машину Рида Ричардса чтобы снова превратить себя в Существо и спасти Шэрон от Дума. Вместе с Фантастической четвёркой она сражалась с Повелителем Временного Разума. После этого Шэрон покинула Фантастическую четверку и начала работать на Доктора Дума. Шэрон утверждала, что ей пришлось сделать это ради Бена чтобы у него получилось излечиться. Доктор Дум отправил её шпионить за Фантастической четвёркой, где она впервые встретилась с Алисией Мастерс. Мистер Фантастик и Существо были похищены Ароном-Наблюдателем, но их спасли Молекулярный человек и Доктор Дум. Она с Мистером Фантастиком и Существом сражались против Защитников. Шэрон с Фантастической четвёркой, Лией и Нелюдями сражалась с Доктором Думом. Когда она отказалась предавать своих друзей то Доктор Дум превратил её в куда более страшное создание чем Существо. После приступа безумия она на некоторое время присоединилась к Ужасающей четвёрке, затем отыскав Сью Шторм Ричардс жестоко избила её.

### Marvel Knights 4/Fantastic Four book
Годы спустя у Женщины-Существа состоялось появление в Marvel Knights 4, которое было показано в главной книге Fantastic Four book. Это появление подтвердило что она действительно жива во Вселенной Marvel, и её внешний вид намекал на то что она всё ещё живёт с Wingfoot. Её отсутствие было забавным, поскольку она заявила, что не могла поверить в то что у кого-то мог быть её номер.
Затем Шэрон Вентура снова была замечена в обличии Женщины-Существа.

### Secret Invasion
По сюжету Секретное вторжение Скруллы приняли обличие Шэрон «Женщины-Существо», убитой «Скруллом Коллом Кирю». Настоящая Шэрон выжила после крушения корабля сбитого Скруллами после битвы за вторжение. Она посещает группу поддержки, они были замечены Скрулсом.
С тех пор Шэрон была показана как заключённый в Плоти, с доказательствами, свидетельствующим о том, что она часть заговора о дестабилизации Фантастической четвёрки.

### Secret Wars
В Пост-Секретной Войне Marvel Universe Шэрон Вентура вернулась в свой человеческой облик и была замечена в сражениях в своей оригинальной экипировке.

## Силы и способности
Шэрон обладает сверхчеловеческой силой и выносливостью, она получила свои силы благодаря доктору Карлу Малусому который усилил её параметры за счёт эксперимента. Мутагенный эффект, связанный с воздействием на неё космического облучения после этого она превратилась в более мощную форму — Женщину-Существо.
Шэрон искусно владеет рукопашным видом боя, также знает некоторые боевые искусства тхэквондо и бокс. Эксперт-каскадёр, аквалангист, парашютист, мотоциклист, альпинист, лыжник, борец. Она посещала военную академию, пока её оттуда не исключили.
В команде Фантастической четвёрки, она продемонстрировала свой интеллект и хитрость, разрешив сложные проблемы.

## Вне комиксов

### Видеоигры
Костюм Шэрон Вентуры появляется в игре Marvel: Ultimate Alliance, как костюм для Мисс Марвел (Кэрол Денверс).